# Dynavision
Dynavision foi uma série de consoles de jogos eletrônicos feitos pela Dynacom a partir de 1983. Sendo a primeira empresa a lançar um clone de Atari 2600 em 1983 e posteriormente em 1989 um clone de NES no mercado brasileiro. Os clones se tornaram populares no país.

## História
O primeiro Dynavison foi lançado em 2 de agosto de 1983 e era um clone não licenciado do Atari 2600. O console foi bem recebido pelo seu design que diferia do Atari; pelo seu controle, chamado Dynastick, que foi considerado na época superior ao console no qual era baseado; e um circuito que evitava um som que era emitido no console original quando trocava-se de cartucho. No mesmo ano, a empresa Polyvox lançou oficialmente Atari 2600 no Brasil.
Em seguida, foi lançado o Dynavision 2 em 1989, quatro anos antes do lançamento oficial do NES no país, já que os clones do NES era permitidos pela lei de reserva de mercado. O console usava cartucho de 60 pinos mas era compatível com cartuchos de 72 pinos ao usar um adaptador. Em 1990, a Dynacon produziu outro modelo do Dynavision 2, que sofreu modificações principalmente no controle.
O Dynavision 3, lançado em 1991, também era clone de NES. Esse console possuía como diferencial duas entradas, uma para cartuchos de 60 pinos e outra para 72 pinos, não necessitando mais de um adaptador. O controle também foi alterado.
Os subsequentes variantes do Dynavision 3, Dynavision 4 e outros são clones do Famicom (ou NES). 
A Dynacom também produziu em 1994, um clone do Mega Drive da Sega chamado MegaVision. Isso ocasionou em processos legais devido a Sega já ter na época um representante oficial em solo brasileiro, a TecToy. Por conta disso, o console clone foi retirado do mercado.[carece de fontes?]

## Lista de Consoles
- Dynavision System
- Dynavision 2
- Dynavision 3 High Performance
- Dynavision 3 Advance
- Dynavision 3 Action
- Dynavision 3 Radical
- Dynavision 3 +Radical
- MegaBoy Compact
- MegaVision
- HandyVision
- Magic Computer PC 95
- Dynavision 4 Radical
- Dynavision 4 Advance
- Dynavision 4 Action
- Dynavision PC Game
- Dynavision PC Game - Edição Especial Bom Dia & Cia
- Dynavision Black
- Dynavision White
- Dynavision Wi Vision
- Dynavision Advance
- Dynavision Radical
- Dynavision Radical Plus
- Dynavision Xtreme
- Dynavision Xtreme Full Version
- Dynavision First Game
- Mp6 Emulator Dynacom Black
- Mp6 Emulator Dynacom White
- Mp6 Pocket Movie
- Dynavision Dingoo Black
- Dynavision Dingoo White
- Dynavision Cyber Game

## Jogos
Dynavision possui cartuchos com 36, 64, 94, 101 e 106 jogos na memória.

### Lista de jogos disponíveis
- Super Mario Bros
- Contra
- Gradius
- Adventure Island
- Solomon's Key
- Super Key Kong
- Skate Board Wood
- Infant School
- Bump'n Jump
- Argus
- Seicross
- Space Fight of Gun
- Fantasy of Gun
- Abyss of Gloom
- Alpha Mission
- B-Wang
- 1942
- Mag Max
- Spartan
- Twin Bee
- Son Son
- Wars
- Mighty Bomb Jack
- Sqoon
- Ninja
- Ninja 2
- Ninja 3
- Volguard II
- Thexder
- Galg
- Gyrodine
- Spelunker
- Spelunker 2
- Geimos
- Chall Enger
- Baltron
- Route-16
- Exed Exes
- Dough Boy
- Lot Lot
- Slalom
- Pony Cat
- King of Ghost
- Othello
- Super Dynamix
- Pooyan
- Formation Z
- Star Force
- Mars Man
- Macross
- Star Gate
- Nuts & Milk
- Antarctic Adventure
- Arabian
- Millipede
- Space ET
- Sky Destroyer
- Exerion
- Circus Charlie
- Magic Jewelry
- Small Mary
- Joust
- Door Door
- Burger Time
- Kung Fu
- Combat
- Karateka
- Lode Runner
- Helicopter
- Bomberman
- Bookyman
- Devil World
- Hyper Olympic
- Hyper Sports
- Lunnar Ball
- 10 Tard Fight
- Bird Week
- Road Fighter
- Zippy Race
- F-1 Race
- City Connection
- Surface Fire
- Binary & Land
- Roge Brer
- Wrestle
- Penguim
- Bomb
- Spar
- Rescue Kuck
- Bandits
- Conte Enegy
- Snowfield Shoot
- Boat Race
- Tetris 2
- Maze
- Future Tank
- Shoot Copters
- Bounce
- Aether
- Cobra of Sky
- Hector
- Higemaru
- Ikari
- A Close All
- Fire Fighter
- Quad Challenger
- Mach Rider
- Castlevania
- Basketball
- Soccer
- Excitebike
- Baseball
- Gun Smoke
- Pinball
- Balloon Fight
- Pac-Man
- Tennis
- Arkanoid
- Xevious
- Galaga
- Elevator City
- Battle City
- Clu Clu Land
- Front Line
- Dig Dug II